# CONCACAF W Championship
Die CONCACAF W Championship ist die mittel- und nordamerikanische Meisterschaft für Frauenfußball-Nationalmannschaften. Das Turnier dient ebenfalls zur Ermittlung der Teilnehmer an der Fußball-Weltmeisterschaft der Frauen. Dort standen der Region zunächst zwei feste Plätze zu, ab 2014 konnten sich drei Mannschaften qualifizieren. Der Viertplatzierte bestritt ein Play-off gegen einen Vertreter eines anderen Kontinents (zuletzt Südamerika) um einen weiteren Startplatz. Zudem war die Mannschaft des Gastgeberlandes automatisch für die WM qualifiziert, wenn diese in Nordamerika stattfand und nahm dann nicht am Gold Cup teil.
Das erste Turnier fand 1991 in Haiti statt. Bis 1998 hieß der Wettbewerb CONCACAF Women’s Championship und danach bis 2018 CONCACAF Women’s Gold Cup. Rekordsieger sind die USA mit acht Titeln, die auch das Turnier 2018 wieder für sich entscheiden konnten und 2014 mit dem 6:0 gegen Costa Rica den bisher höchsten Sieg in einem Finale des Wettbewerbs erzielten. Alle Titel gingen bisher entweder an die USA oder an Kanada, das 1998 gewann, als die USA nicht teilnahmen, da sie als Gastgeber bereits für die WM 1999 qualifiziert waren, sowie 2010, als die USA im Halbfinale das bisher einzige Spiel beim Gold-Cup gegen Mexiko verloren.
1993 nahm Neuseeland sowie 2000 Brasilien und China jeweils als Gastmannschaft teil.
Rekordteilnehmer ist Trinidad und Tobago, das als einzige Mannschaft an allen Austragungen teilnahm. Kanada und die USA nahmen einmal nicht teil, da sie sich als WM-Gastgeber nicht für die WM qualifizieren mussten. Mexiko nahm 1993 nicht teil.

## Modus
An der Endrunde nehmen acht Nationalmannschaften teil. Seit 1998 gibt es eine Qualifikation. Kanada, Mexiko und die USA sind seitdem aber automatisch qualifiziert – sofern sie teilnehmen. Dazu kommen zwei Nationen aus der Mittelamerika-Qualifikation sowie drei oder vier Nationen aus der Karibik-Qualifikation.
Die acht Nationalmannschaften werden seit 2000 auf zwei Gruppen zu je vier Mannschaften aufgeteilt (1998 waren es zwei Gruppen zu je drei Mannschaften). Innerhalb der Gruppe spielt jede Mannschaft einmal gegen jede andere. Die Gruppensieger und Gruppenzweiten erreichen das Halbfinale. Die Halbfinalsieger erreichen das Finale, die Halbfinalverlierer spielen um Platz drei.

## Erstteilnahmen
Folgend alle Nationalmannschaften, die bisher an diesem Turnier teilgenommenen haben.
- Fett geschriebene Mannschaften wurden bei ihrer ersten Teilnahme CONCACAF-Meister.
- Kursiv geschriebene Mannschaften waren bei ihrer ersten Teilnahme Ausrichter.
- Mannschaften in Klammern nahmen unter einem anderen Namen zum ersten Mal teil.

| Jahr | Erstteilnehmer       | Erstteilnehmer       | Erstteilnehmer       | Erstteilnehmer       |
| ---- | -------------------- | -------------------- | -------------------- | -------------------- |
| 1991 | Costa Rica           | Haiti                | Jamaika              | Kanada               |
| 1991 | Martinique           | Mexiko               | Trinidad und Tobago  | USA                  |
| 1993 | Neuseeland           |                      |                      |                      |
| 1994 | keine Erstteilnehmer | keine Erstteilnehmer | keine Erstteilnehmer | keine Erstteilnehmer |
| 1998 | Guatemala            | Puerto Rico          |                      |                      |
| 2000 | Brasilien            | China                |                      |                      |
| 2002 | Panama               |                      |                      |                      |
| 2006 | keine Erstteilnehmer | keine Erstteilnehmer | keine Erstteilnehmer | keine Erstteilnehmer |
| 2010 | Guyana               |                      |                      |                      |
| 2014 | keine Erstteilnehmer | keine Erstteilnehmer | keine Erstteilnehmer | keine Erstteilnehmer |
| 2018 | Kuba                 |                      |                      |                      |
| 2022 | keine Erstteilnehmer | keine Erstteilnehmer | keine Erstteilnehmer | keine Erstteilnehmer |

## Die Turniere im Überblick
| Jahr         | Gastgeber    | Finale | Finale     | Finale        | Spiel um Platz drei | Spiel um Platz drei  | Spiel um Platz drei |
| Jahr         | Gastgeber    | Sieger | Ergebnis   | Zweiter Platz | Dritter Platz       | Ergebnis             | Vierter Platz       |
| ------------ | ------------ | ------ | ---------- | ------------- | ------------------- | -------------------- | ------------------- |
| 1991 Details | Haiti        | USA    | 5:0        | Kanada        | Trinidad und Tobago | 4:2                  | Haiti               |
| 1993 Details | USA          | USA    | Ligasystem | Neuseeland    | Kanada              | Ligasystem           | Trinidad und Tobago |
| 1994 Details | Kanada       | USA    | Ligasystem | Kanada        | Mexiko              | Ligasystem           | Trinidad und Tobago |
| 1998 Details | Kanada       | Kanada | 1:0        | Mexiko        | Costa Rica          | 4:0                  | Guatemala           |
| 2000 Details | USA          | USA    | 1:0        | Brasilien     | China               | 2:1                  | Kanada              |
| 2002 Details | Kanada / USA | USA    | 2:1 n.GG   | Kanada        | Mexiko              | 4:1                  | Costa Rica          |
| 2006 Details | USA          | USA    | 2:1 n. V.  | Kanada        | Mexiko              | 3:0                  | Jamaika             |
| 2010 Details | Mexiko       | Kanada | 1:0        | Mexiko        | USA                 | 3:0                  | Costa Rica          |
| 2014 Details | USA          | USA    | 6:0        | Costa Rica    | Mexiko              | 4:2 n. V.            | Trinidad und Tobago |
| 2018 Details | USA          | USA    | 2:0        | Kanada        | Jamaika             | 2:2 n. V., 4:2 i. E. | Panama              |
| 2022 Details | Mexiko       | USA    | 1:0        | Kanada        | Jamaika             | 1:0 n. V.            | Costa Rica          |

### Rangliste
| Rang | Land                | Titel | Jahr(e)                                              | 2. Pl. | 3. Pl. | 4. Pl. |
| ---- | ------------------- | ----- | ---------------------------------------------------- | ------ | ------ | ------ |
| 1    | USA                 | 9     | 1991, 1993, 1994, 2000, 2002, 2006, 2014, 2018, 2022 | /      | 1      | /      |
| 2    | Kanada              | 2     | 1998, 2010                                           | 6      | 1      | 1      |
| 3    | Mexiko              |       |                                                      | 2      | 4      | /      |
| 4    | Costa Rica          |       |                                                      | 1      | 1      | 4      |
| 5    | Neuseeland          |       |                                                      | 1      | /      | /      |
|      | Brasilien           |       |                                                      | 1      | /      | /      |
| 7    | Jamaika             |       |                                                      | /      | 2      | 1      |
| 8    | Trinidad und Tobago |       |                                                      | /      | 1      | 3      |
| 9    | China               |       |                                                      | /      | 1      | /      |
| 10   | Haiti               |       |                                                      | /      | /      | 1      |
|      | Guatemala           |       |                                                      | /      | /      | 1      |
|      | Panama              |       |                                                      | /      | /      | 1      |

* Kursiv: Gastmannschaften

## Ewige Tabelle
| Pl.                  | Land                | Jahre | Sp. | S  | U | N  | T+  | T-  | Diff. | Punkte | Ø-Pkt. | Titel |
| -------------------- | ------------------- | ----- | --- | -- | - | -- | --- | --- | ----- | ------ | ------ | ----- |
| 1.                   | USA                 | 10    | 44  | 42 | 1 | 1  | 212 | 6   | +206  | 127    | 2,89   | 9     |
| 2.                   | Kanada              | 10    | 44  | 33 | 1 | 10 | 191 | 33  | +158  | 100    | 2,27   | 2     |
| 3.                   | Mexiko              | 10    | 39  | 18 | 2 | 19 | 94  | 85  | +9    | 56     | 1,44   | –     |
| 4.                   | Costa Rica          | 8     | 34  | 15 | 1 | 18 | 53  | 80  | −27   | 46     | 1,35   | –     |
| 5.                   | Trinidad und Tobago | 11    | 40  | 13 | 2 | 25 | 44  | 138 | −94   | 41     | 1,03   | –     |
| 6.                   | Jamaika             | 7     | 24  | 7  | 1 | 16 | 32  | 77  | −45   | 22     | 0,92   | –     |
| 7.                   | Haiti               | 6     | 20  | 6  | 0 | 14 | 18  | 66  | −48   | 18     | 0,9    | –     |
| 8.                   | Panama              | 4     | 12  | 4  | 1 | 7  | 13  | 36  | −23   | 13     | 1,08   | –     |
| 9.                   | China               | 1     | 5   | 4  | 0 | 1  | 24  | 6   | +18   | 12     | 2,4    | –     |
| 10.                  | Brasilien           | 1     | 5   | 3  | 1 | 1  | 22  | 3   | +19   | 10     | 2      | –     |
| 11.                  | Guatemala           | 4     | 14  | 2  | 0 | 12 | 11  | 68  | −57   | 6      | 0,43   | –     |
| 12.                  | Neuseeland          | 1     | 3   | 1  | 1 | 1  | 7   | 3   | +4    | 4      | 1,33   | –     |
| 13.                  | Martinique          | 3     | 9   | 0  | 2 | 7  | 12  | 59  | −47   | 2      | 0,22   | –     |
| 14.                  | Guyana              | 1     | 3   | 0  | 0 | 3  | 3   | 19  | −16   | 0      | 0      | –     |
| 15.                  | Kuba                | 1     | 3   | 0  | 0 | 3  | 0   | 20  | −20   | 0      | 0      | –     |
| 16.                  | Puerto Rico         | 1     | 3   | 0  | 0 | 3  | 0   | 38  | −38   | 0      | 0      | –     |
| Stand: 19. Juli 2022 |                     |       |     |    |   |    |     |     |       |        |        |       |

## Varia
| Turnier               | Orte | Stadien | Meldungen 1 | Teams | Spiele | Tore | ⌀    | Zuschauer | Zuschauer ⌀ | Gelbe Karten | ⌀    | Gelb-Rote Karten | ⌀    | Platzverweise/Rote Karten | ⌀    |
| --------------------- | ---- | ------- | ----------- | ----- | ------ | ---- | ---- | --------- | ----------- | ------------ | ---- | ---------------- | ---- | ------------------------- | ---- |
| 1991                  | 1    | 1       | 8           | 8     | 16     | 96   | 6,00 |           |             |              |      |                  |      |                           |      |
| 1993                  | 1    | 1       | 4           | 4     | 6      | 24   | 4,00 |           |             |              |      |                  |      |                           |      |
| 1994                  | 1    | 1       | 5           | 5     | 10     | 68   | 6,80 |           |             |              |      |                  |      |                           |      |
| 1998                  | ?    | ?       | 13          | 8     | 16     | 85   | 5,31 |           |             |              |      |                  |      |                           |      |
| 2000                  | 4    | 4       | 10          | 8     | 16     | 104  | 6,50 |           |             |              |      |                  |      |                           |      |
| 2002                  | 4    | 4       | 22          | 8     | 16     | 80   | 5,00 |           |             |              |      |                  |      |                           |      |
| 2006                  | 2    | 2       | 32          | 6     | 6      | 16   | 2,67 |           |             |              |      |                  |      |                           |      |
| 2010                  | 1    | 2       | 26          | 8     | 16     | 62   | 3,88 |           |             |              |      |                  |      |                           |      |
| 2014                  | 4    | 4       | 31          | 8     | 16     | 65   | 4,06 |           |             | 28           | 1,75 | 0                | 0,00 | 2                         | 0,13 |
| 2018                  | 3    | 3       | 31          | 8     | 16     | 83   | 5,19 |           |             |              |      |                  |      |                           |      |
| 2022                  | 2    | 2       | 32          | 8     | 16     | 42   | 2,63 |           |             | 37           | 2,31 | 1                | 0,06 | 2                         | 0,13 |
| Jeweilige Rekordmarke |      |         |             |       |        |      |      |           |             |              |      |                  |      |                           |      |